# Zacco
Zacco är en svensk adlig ätt, adlad 1809 i enlighet med paragraf 37 i den då nya regeringsformen, vilket innebär att endast ättens huvudman innehar adlig värdighet. Hette före adlandet Zachau.
Ätten har traditionellt ansett härstamma från ön Fehmarn i Tyskland, men den förste man säkert kan härleda ätten till är den i Stettin i Pommern födde Daniel Christoffer Zachau (död 1738) som 1712 inflyttade till Sverige och var grosshandlare i Stockholm. Hans son Daniel Zachau var gift med hovbrodören Maria Sofia Sergell, vars far Christoffer Sergell och mor Elisabet Swyrner också var hovbrodörer och vars bror var den bekante Johan Tobias Sergel.
Deras son Daniel Zachau (1754-1810) var överste vid Örlogsflottan, och gift med Catharina Christina Küsel vars far var direktör vid Svenska Ostindiska kompaniet. Daniel Zachau adlades av Karl XIII med namnet Zacco år 1809 och introducerades på nummer 2203. Ätten utgår från hans son kaptenen Hjalmar Yngve Zacco som var gift med Maria Christina Contantia Bure, dotter till Anders Fale Bure och Anna Maria Molinsky.
Knut Yngve Zacco (1846-1936) blev år 1880 delägare i Stockholms Patentbyrå som efter flera fusioner återfinns i företaget Zacco och som därför har detta namn.